# ジョシュ・アチャンポン
- ジョシュ・アチェンポン

ジョシュア・コフィ・アチャンポン（Joshua Kofi Acheampong, 2006年5月5日 - ）は、イングランド・ロンドン出身のプロサッカー選手。プレミアリーグ・チェルシーFC所属。ポジションはディフェンダー。

## 経歴
幼少期からチェルシーFCのユースアカデミーに所属し、2024年1月3日に最初のプロ契約を結んだ。5月3日のトッテナム・ホットスパーFC戦に途中出場してプロデビューした。12月18日、チェルシーと2029年までの契約延長に合意した。

## 代表歴
2023年のUEFA U-17欧州選手権、2023 FIFA U-17ワールドカップにイングランド代表で出場した。